# Marcie Van Dusen
Marcie Van Dusen (ur. 25 czerwca 1982) – amerykańska zapaśniczka. Olimpijka z Pekinu 2008, gdzie zajęła dziewiąte miejsce w kategorii 55 kg.
Dziesiąta w mistrzostwach świata w 2007. Druga na igrzyskach panamerykańskich w 2007 i mistrzostwach panamerykańskich w 2008. Trzecia w Pucharze Świata w 2007. Akademicka mistrzyni świata w 2004 i brązowa medalistka na uniwersjadzie w 2005 roku.